# Прилуцька 2-га полкова сотня
Друга полкова прилуцька сотня — територіально-адміністративна і військова одиниця Прилуцького полку Гетьманщини в 17 ст.

## Історія
«Реєстром» 1649 р. Прилуцька сотня була розділена на чотири підрозділи по 100 козаків, в тому числі на ІІ полкову — сотника Омеляна Проценка. Існувала до 1662 р.